# Voudenay
Voudenay is een gemeente in het Franse departement Côte-d'Or (regio Bourgogne-Franche-Comté) en telt 222 inwoners (1999). De plaats maakt deel uit van het arrondissement Beaune.

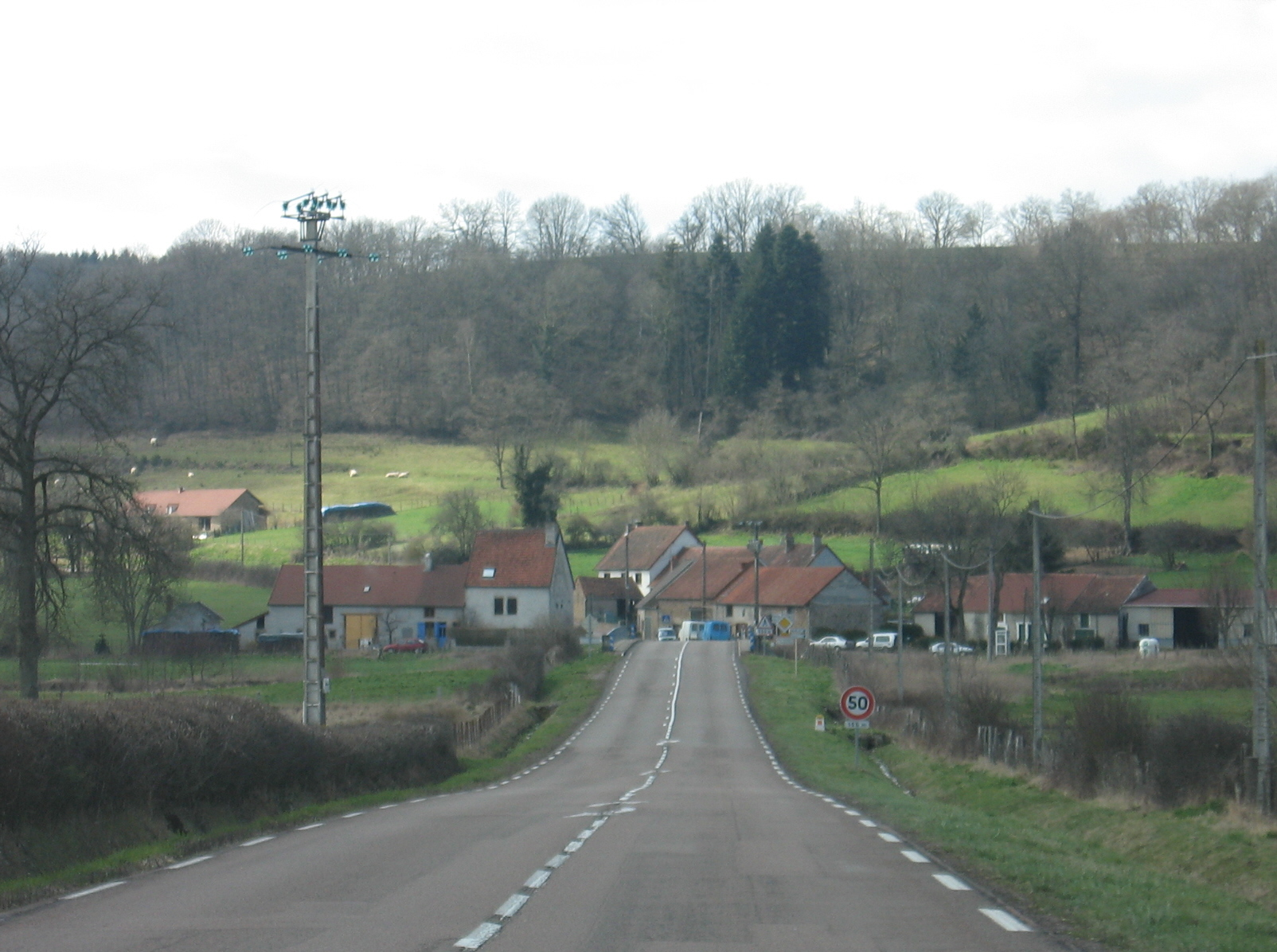
Voudenay-le-Chateau

## Geografie
De oppervlakte van Voudenay bedraagt 22,0 km², de bevolkingsdichtheid is 10,1 inwoners per km². Voudenay bestaat uit twee delen: Voudenay-Église en Voudenay-Château. Verder is er de deelgemeente Viscolon (waar ook de Mairie is gevestigd) en de deelgemeente Velleneuve.
Viscolon ligt aan de weg Arnay-le-Duc/Autun en Velleneuve ligt op 2,5 km in de bossen in oostnoordoostelijke richting.
Velleneuve kent slechts een handvol inwoners maar is in de omgeving bekend als mooie omgeving om te wandelen vanwege de diversiteit van de omgeving. De naam Velleneuve bestaat officieel niet en is afgeleid uit het Patois (Franse streektaal). In de kadastrale registers is Velleneuve uitsluitend bekend als Villeneuve. Alle wegwijzers e.d. geven echter Velleneuve aan.
Door Voudenay stroomt de rivier de Arroux. In de winter treedt de Arroux regelmatig buiten zijn oevers na overvloedige regen- of sneeuwval (zie foto's). De weg erlangs moet dan worden afgesloten. Vanaf de weg naar Autun zijn de ondergelopen weilanden goed te zien.

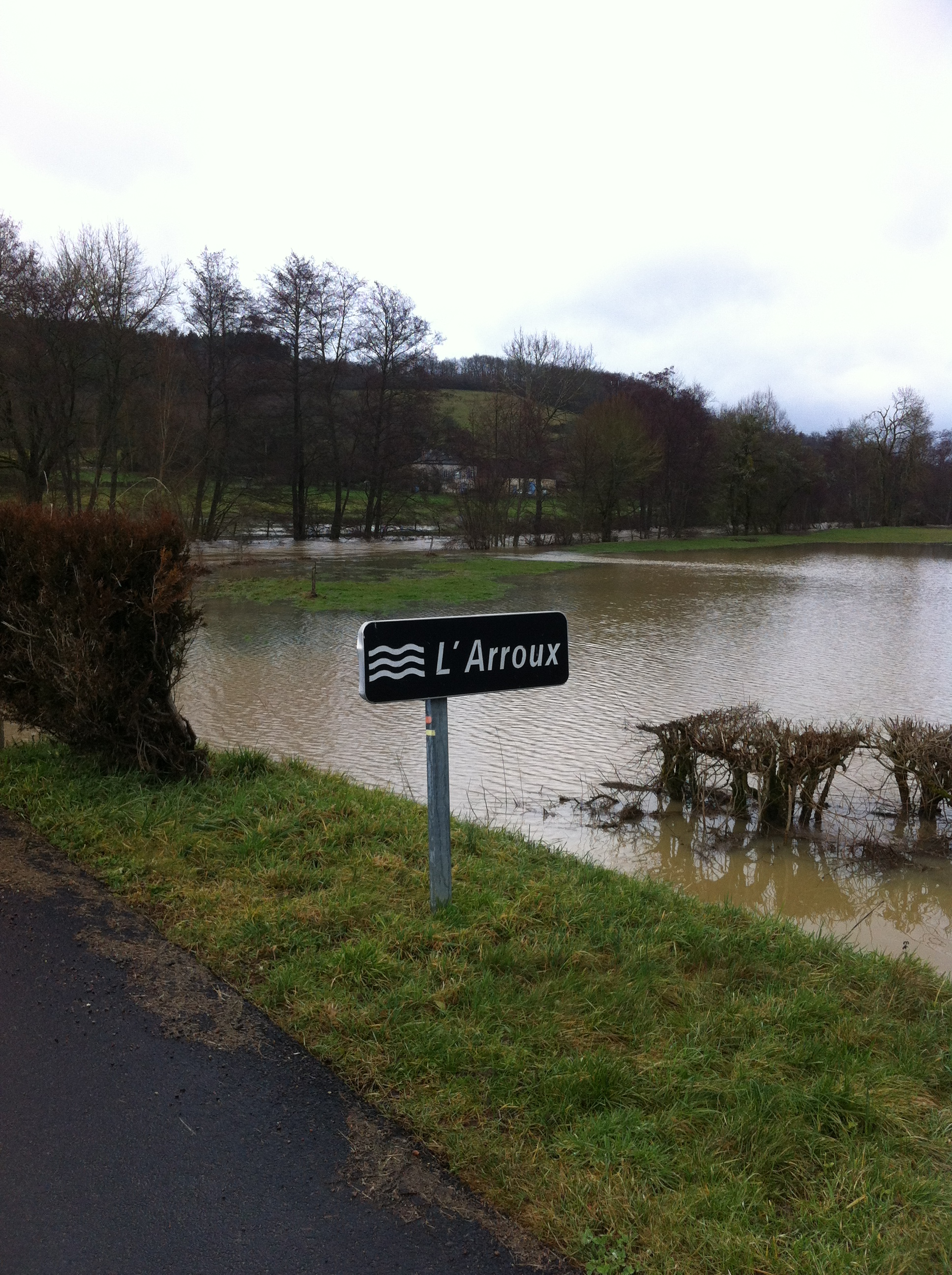

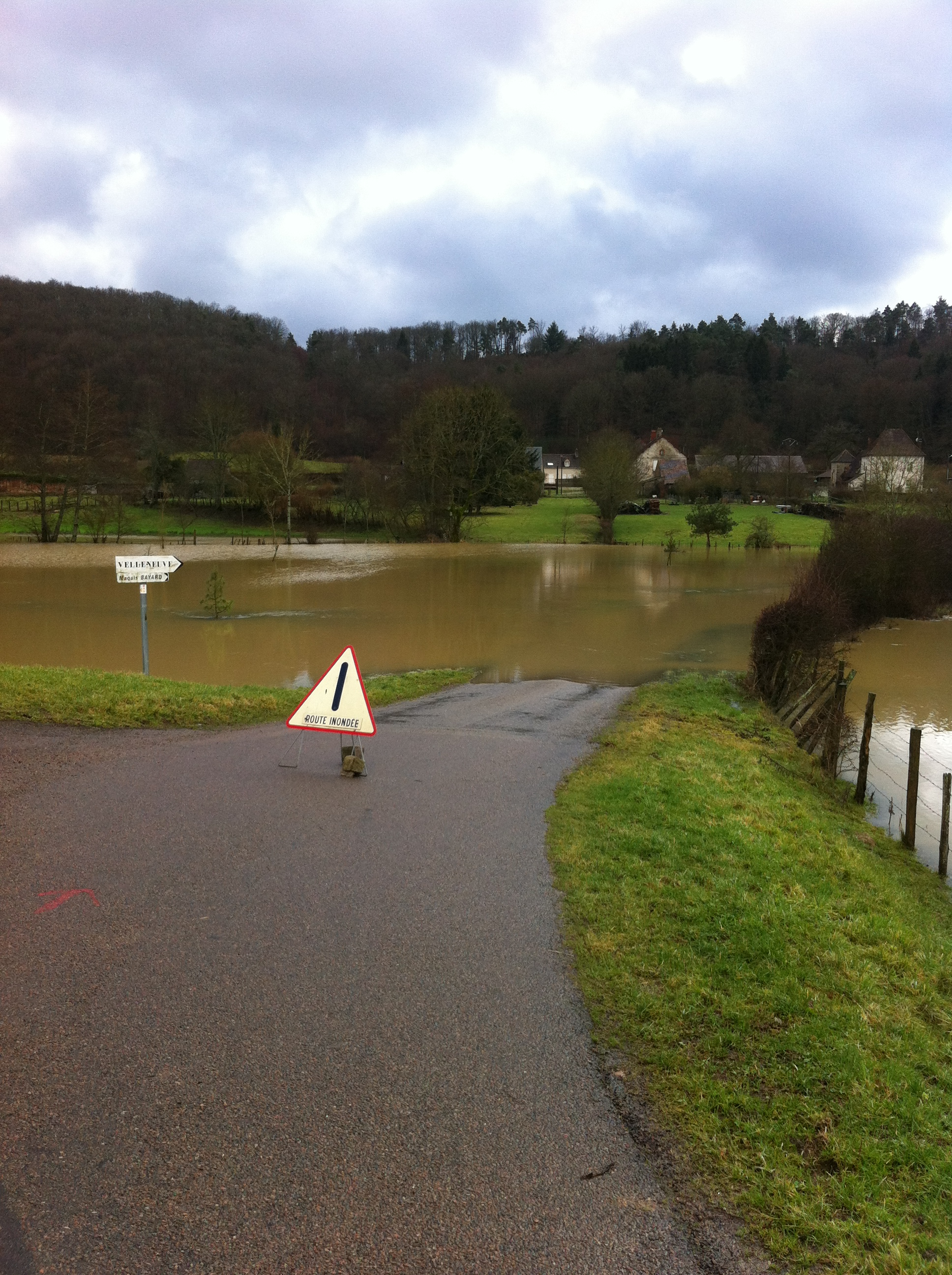

De onderstaande kaart toont de ligging van Voudenay met de belangrijkste infrastructuur en aangrenzende gemeenten.

## Demografie
Onderstaande figuur toont het verloop van het inwonertal (bron: INSEE-tellingen).